# Grand Canal Shoppes
De Grand Canal Shoppes (voluit: The Grand Canal Shoppes at the Venetian) is een winkelcentrum dat zich bevindt in het Venetian en het Palazzo. Het winkelcentrum ligt aan de Strip in Las Vegas, Nevada, Verenigde Staten. Het door Las Vegas Sands ontwikkelde winkelcentrum is in eigendom en beheer van General Growth Properties.

## Geschiedenis

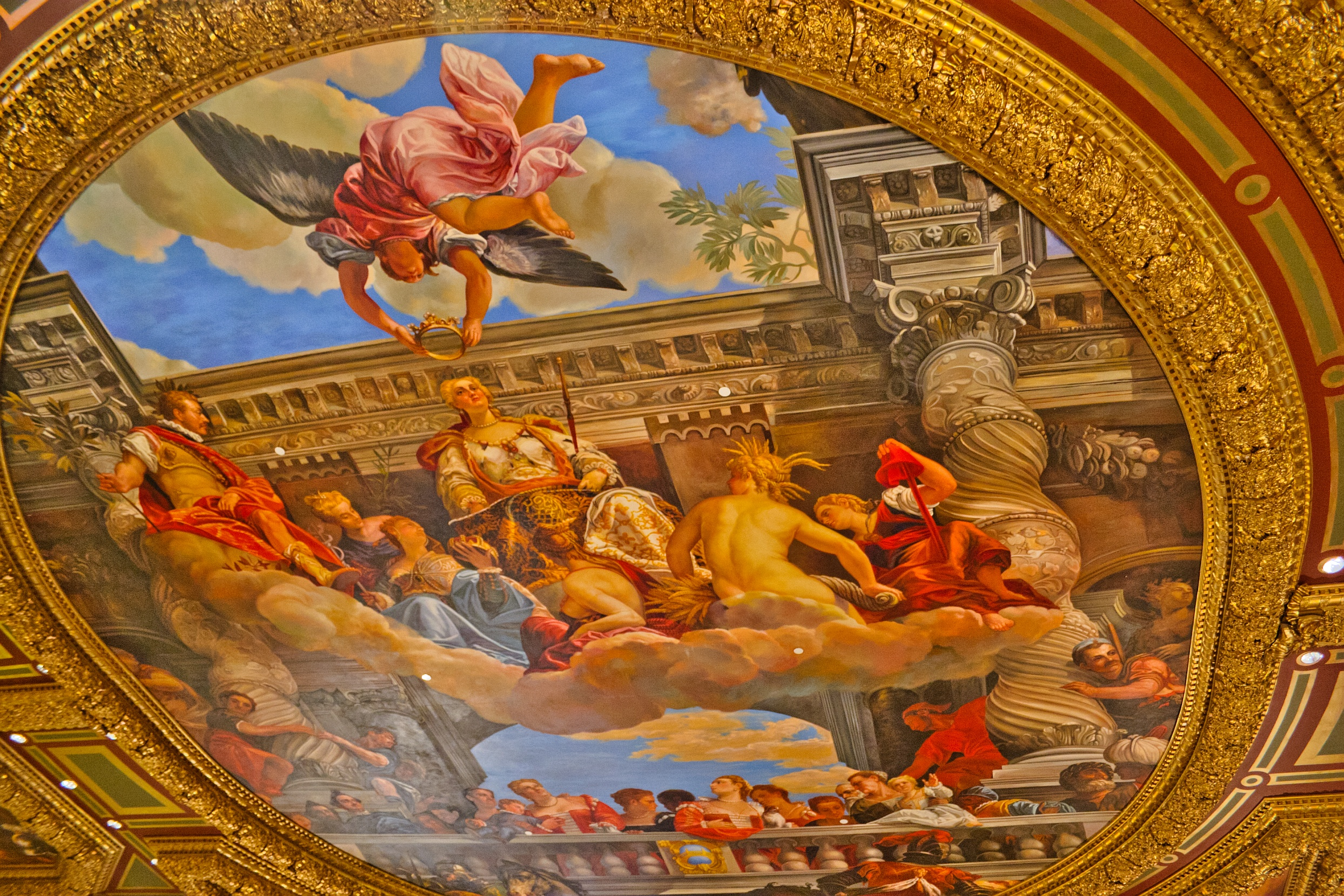
Het dak van de ingang van de Grand Canal Shoppes.

Het project, dat in 1997 aangekondigd werd, werd gebouwd tussen 1997 en 1999. De officiële opening van het winkelcentrum gebeurde gelijktijdig met de opening van het Venetian. Na de verbouwingen en renovaties in 2003 van het hotel zelf werden de plannen voor een renovatie van het winkelcentrum in 2005 bekendgemaakt.
Deze plannen werden in 2007 goedgekeurd en zo werden er in datzelfde jaar nog vijftig winkels aan het winkelcentrum toegevoegd. Deze verbouwingen zorgden ervoor dat een jaar later de Grand Canal Shoppes meer dan twintig miljoen bezoekers hadden in dat jaar.

## Ligging
Het winkelcentrum ligt zowel onder het Venetian als onder het Palazzo. Hiermee bevindt het zich aan de Las Vegas Boulevard. De direct naastgelegen gebouwen zijn de hotels van het Venetian en Palazzo, maar daarnaast bevindt zich ook het Casino Royale en tegenover het winkelcentrum ligt het Treasure Island

## Ontwerp

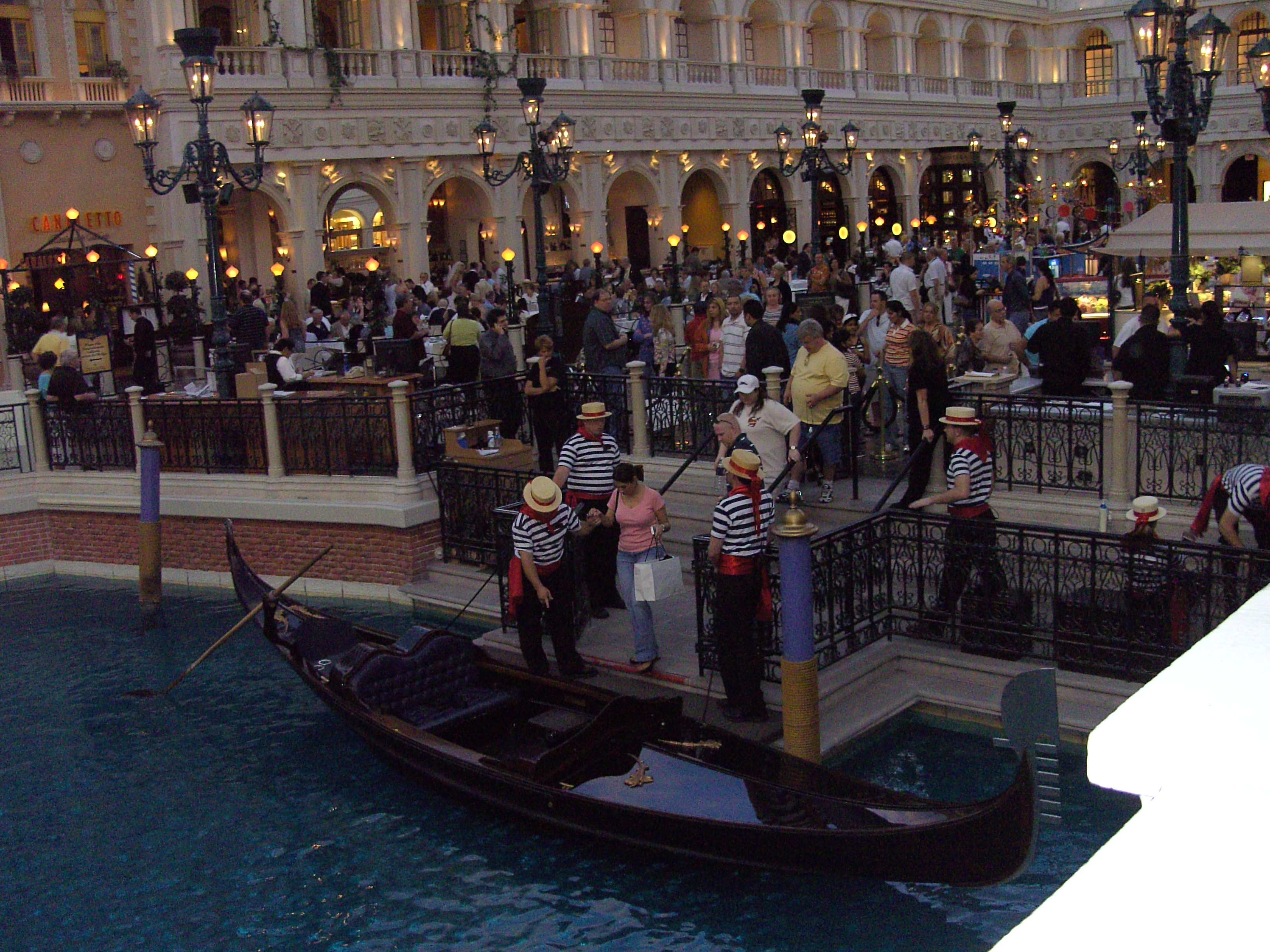
De opstapplaats van de gondels.

### Winkels
Het algemene ontwerp van het winkelcentrum is in de stijl van Venetië. Zo zijn ook de meeste winkels ingericht. Dit is tevens terug te zien in de kleine pleinen en gangen in het winkelcentrum en het kanaal dat midden door het winkelcentrum loopt. Enkele winkels die zich gevestigd hebben in het winkelcentrum zijn Barneys New York, Ann Taylor, Banana Republic en Sephora. Het totaal aantal winkels in het centrum staat op ongeveer honderdveertig winkels.

### Naam
De Grand Canal Shops is een afkorting van The Grand Cannel Shops of The Venetian. Andere benamingen zijn ook The Shoppes at the Venetian of The Shoppes at the Palazzo. De naam is voor twee jaar veranderd in The Shoppes at the Palazzo om ook dat hotel in de naamgeving van het winkelcentrum op te nemen. Na twee jaar is echter besloten de naam weer terug te veranderen in de Grand Canal Shops.

### Gondels
Het meest bekende deel van het winkelcentrum zijn de gondels die door het grote kanaal heen varen. De gondels of gondola's worden voortgestuwd door een elektrische motor en worden bestuurd op authentieke wijze. De bezoekers kunnen met de gondels van de ene kant van het winkelcentrum naar de andere kant van het winkelcentrum varen door het kanaal.